# نلینگن
نلینگن (به آلمانی: Nellingen) یک شهر در آلمان است که در الب-دانو-کریس واقع شده‌است. نلینگن ۱٬۸۹۹ نفر جمعیت دارد.